# Anoba subatriplaga
Anoba subatriplaga là một loài bướm đêm trong họ Erebidae.